# Gefecht um Memphis
Das Gefecht von Memphis war ein Seegefecht zwischen den Schiffen der Unionsarmee und der Konföderierten im Sezessionskrieg am 6. Juni 1862 unmittelbar oberhalb von Memphis (Tennessee) auf dem Mississippi River. Es endet mit einem vollständigen Sieg der Union.

## Das Gefecht
Die Unionsarmee hatte dazu eine Flotte von Rammschiffen (United States Ram Fleet) und Panzerschiffen unter dem Oberbefehl von Oberst Charles Ellet und dem Flaggoffizier Charles Henry Davis aufgestellt. Die Kanonenboote gehörten zu dem vom Davis kommandierten Mississippi River Squadron, die Rammschiffe waren neu aufgestellt unter dem Kommando des Bauingenieurs Charles Ellet. Auf Seiten der Konföderierten hatten Kapitän James E. Montgomery und Brigadegeneral M. Jeff Thompson (der Kommandeur der Landtruppen) den Oberbefehl. Montgomery und die anderen Kapitäne waren vorher im Zivilleben Kapitäne von Flussdampfern auf dem Mississippi gewesen. Die River Defense Fleet der Konföderierten war ursprünglich in New Orleans aufgestellt worden und umfasste 14 Schiffe, die Hälfte blieb aber in New Orleans, um die Stadt gegen Angriffe von Admiral David G. Farragut zu verteidigen. Sie wurden dort im April 1862 nach dem Angriff von Farragut auf New Orleans vernichtet.
Nachdem die Konföderierten am 10. Mai 1862 die Ironclads der Union bei Plum Run Bend in Tennessee besiegt hatten, zogen sie sich nach Memphis zurück. Nach der Eroberung von Corinth (Mississippi) durch den Unionsgeneral Henry W. Halleck war die strategische Bedeutung von Memphis stark gemindert, da die Eisenbahnverbindungen zum Rest der Konföderation gekappt waren. General P. G. T. Beauregard hatte deshalb Truppen von Memphis abgezogen und zum Beispiel nach Vicksburg (Mississippi) verlegt. Auch die Flotte der Konföderierten sollte eigentlich nach Vicksburg, hatte aber nicht mehr genug Kohle. Sie hatten die Wahl, ihre Flotte zu zerstören oder zu kämpfen, und entschieden sich dafür, zu kämpfen.
Die Unionsflotte griff um 5:30 Uhr morgens an. Das Seegefecht dauerte nur anderthalb Stunden. Der Verlauf konnte an Land von der Zivilbevölkerung in Memphis beobachtet werden.

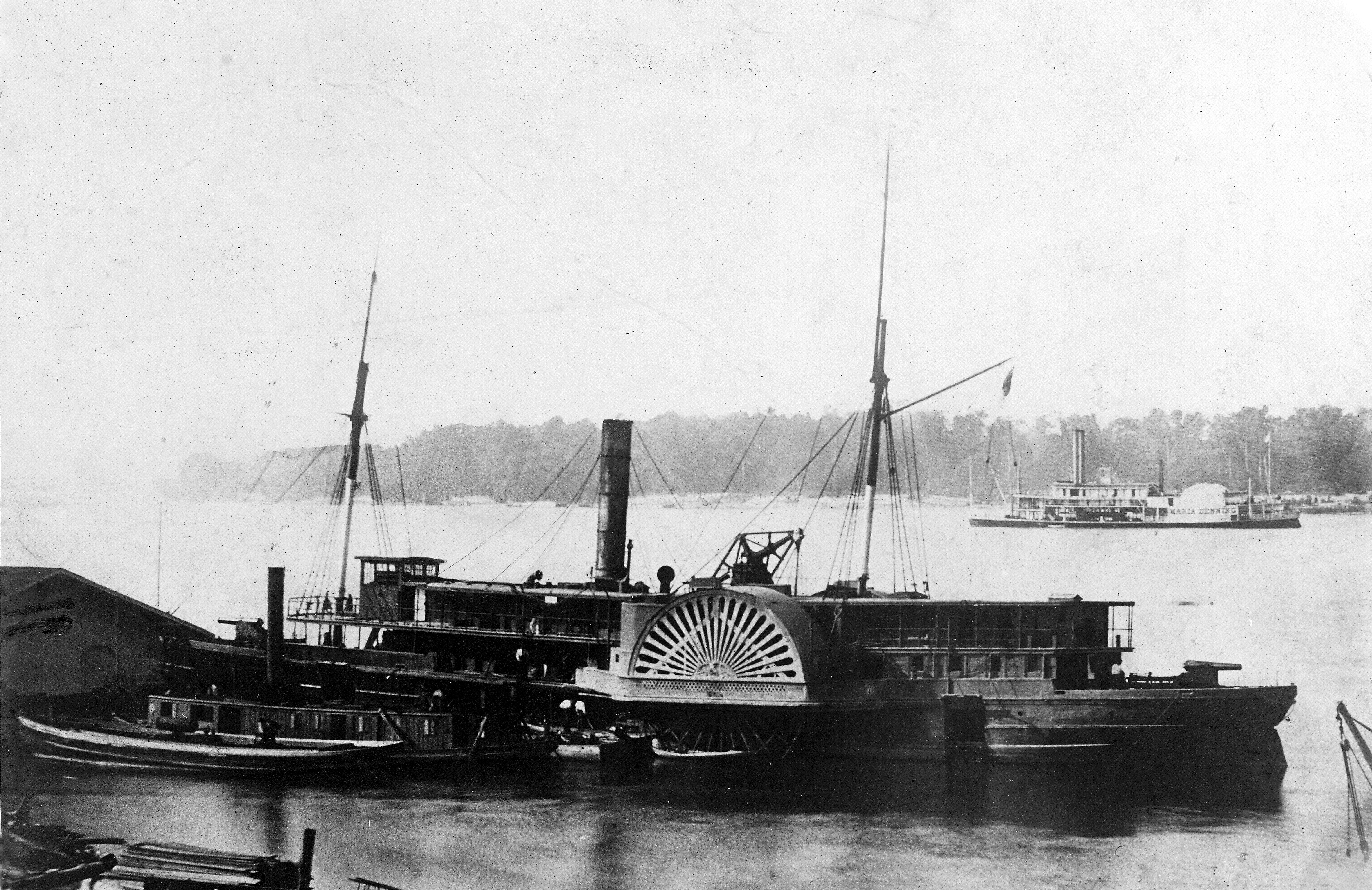
Das ehemalige Konföderierten-Rammschiff, nun USS General Bragg, nach seiner Eroberung durch die Union

Beteiligt waren auf Seiten der Union die Ironclads Benton (das Flaggschiff von Davis), Louisville, Carondelet, Cairo und St. Louis sowie die Rammschiffe Queen of the West (kommandiert von Charles Ellet), Monarch, Lancaster und Switzerland. Die Konföderierten hatten die Rammschiffe General Beauregard, General Bragg, General Price, General Van Dorn, General Thompson, Colonel Lovell, General Sumter und Little Rebel. Da sie teilweise mit Baumwoll-Polsterung gegen Beschuss geschützt waren, wurden sie teilweise auch „cottonclads“ genannt. Alle Schiffe der Konföderierten außer der General Van Dorn, die in den Yazoo River entkam, wurden erobert oder versenkt. Die Queen of the West hatte die Feindseligkeiten eröffnet, indem sie die CSS Colonel Lovell rammte, wurde ihrerseits gerammt und war nach der Schlacht erst einmal nicht mehr einsatzbereit.

## Folgen
Charles Ellet wurde durch einen Pistolenschuss verwundet und starb bald darauf in einem Hospital. Er war das einzige Opfer auf Seiten der Union. Ellet war eigentlich Ingenieur und das Gefecht war das letzte Mal, dass in den US-Streitkräften ein Zivilist ohne vorherige militärische Erfahrung das Kommando in einem Seegefecht hatte.
Memphis ergab sich unmittelbar nach der Schlacht den Unionstruppen. Nach der Schlacht gab es keine nennenswerte Präsenz einer Konföderiertenflotte auf dem Mississippi mehr. Es dauerte allerdings noch eine Weile, bis die Unionsarmee mit der Eroberung von Vicksburg im Juli 1863 die endgültige Herrschaft über den Mississippi erlangte. Die Rammschiffe von Ellet blieben in Aktion, wurden aber unter dem Befehl von Alfred W. Ellet (Mississippi Marine Brigade) – dem Bruder von Charles Ellet und späteren Brigadegeneral – für amphibische Operationen eingesetzt.
Das Gefecht wird manchmal auch First Battle of Memphis genannt. Ein zweites Gefecht fand im April 1864 statt, als Nathan Bedford Forrest eine misslungene nächtliche Kavallerieattacke (Raid) unternahm, um Gefangene in Memphis zu befreien und Unions-Generäle gefangen zu nehmen.